# Registro Nacional de Lugares Históricos no Condado de Van Wert

Localização do Condado de Van Wert em Ohio.

Esta é a lista de lugares históricos do Condado de Van Wert, Ohio, listados no Registro Nacional de Lugares Históricos.
Existem seis propriedades do condado listados no Registro Nacional.

## Listagem atual
Legenda:
| NRHP | Registro Nacional de Lugares Históricos |
| NHL  | Marco Histórico Nacional                |
| NHLD | Distrito Histórico Nacional             |
| HD   | Distrito Histórico                      |
| NHS  | Local Histórico Nacional                |
| NMEM | Memorial Nacional dos EUA               |
| NMON | Monumento Nacional dos EUA              |
| NHP  | Parque Histórico Nacional dos EUA       |
| NMP  | Parque Nacional Militar dos EUA         |

| [ 1 ] | Nome                                                      | Imagem | Data de inclusão       | Endereço e coordenadas                                                                                            | Localidade        | Observações |
| ----- | --------------------------------------------------------- | ------ | ---------------------- | --- | ----------------- | ----------- |
| 1     | Bredeick-Lang House                                       |        | 7 de abril de 1982     | 508 W. 2nd St. 40° 50′ 38″ N, 84° 20′ 43″ O                                                                       | Delphos           |             |
| 2     | Brumback Library                                          |        | 29 de janeiro de 1979  | 215 W. Main St. 40° 52′ 12″ N, 84° 35′ 05,5″ O                                                                    | Van Wert          |             |
| 3     | George H. Marsh Homestead and the Marsh Foundation School |        | 28 de novembro de 1980 | 1229 Lincoln Highway 40° 52′ 17,292″ N, 84° 33′ 52,776″ O                                                         | Van Wert          |             |
| 4     | Round Barn                                                |        | 17 de abril de 1980    | Saída da U.S. Route 224 à oeste de Van Wert 40° 51′ 06″ N, 84° 45′ 46″ O                                          | Harrison Township |             |
| 5     | Van Wert Bandstand                                        |        | 14 de outubro de 1982  | Situado na área do Museu Histórico do Condado de Van Wert, 602 N. Washington St. 40° 52′ 33,5″ N, 84° 34′ 58,1″ O | Van Wert          |             |
| 6     | Van Wert County Courthouse                                |        | 30 de julho de 1974    | 121 E. Main St. 40° 52′ 12″ N, 84° 34′ 55″ O                                                                      | Van Wert          |             |

## Registros passados
|   | Nome             | Imagem | Data de exclusão      | Endereço  | Localidade | Observações                       |
| - | ---------------- | ------ | --------------------- | --------- | ---------- | --------------------------------- |
| 1 | Willshire School |        | 25 de janeiro de 2001 | Green St. | Willshire  | Listado em 25 de novembro de 1980 |